# 邵經濟
邵經濟（1493年—1558年），字仲才，號泉崖、又号玉泉，浙江杭州府仁和縣人，嘉靖五年丙戌科进士，曾任成都府知府等职，著有《济漕志补略》。

## 生平
嘉靖元年（1522年）壬午科浙江鄉試舉人，嘉靖五年（1526年）丙戌科廷试三甲第三名進士。
嘉靖九年（1530年），邵经济任工部都水司主事分司清江船厂，在其督理船厂后，建清江造船总厂和卫河造船总厂。嘉靖十一年（1532年），邵经济完成《济漕志补略》，该书是对席书创编的《漕船志》的增补，在朱家相增修《漕船志》的第八卷收录有《济漕志补略序》。
嘉靖十四年（1535年）冬出任成都府知府。